# Conductímetre

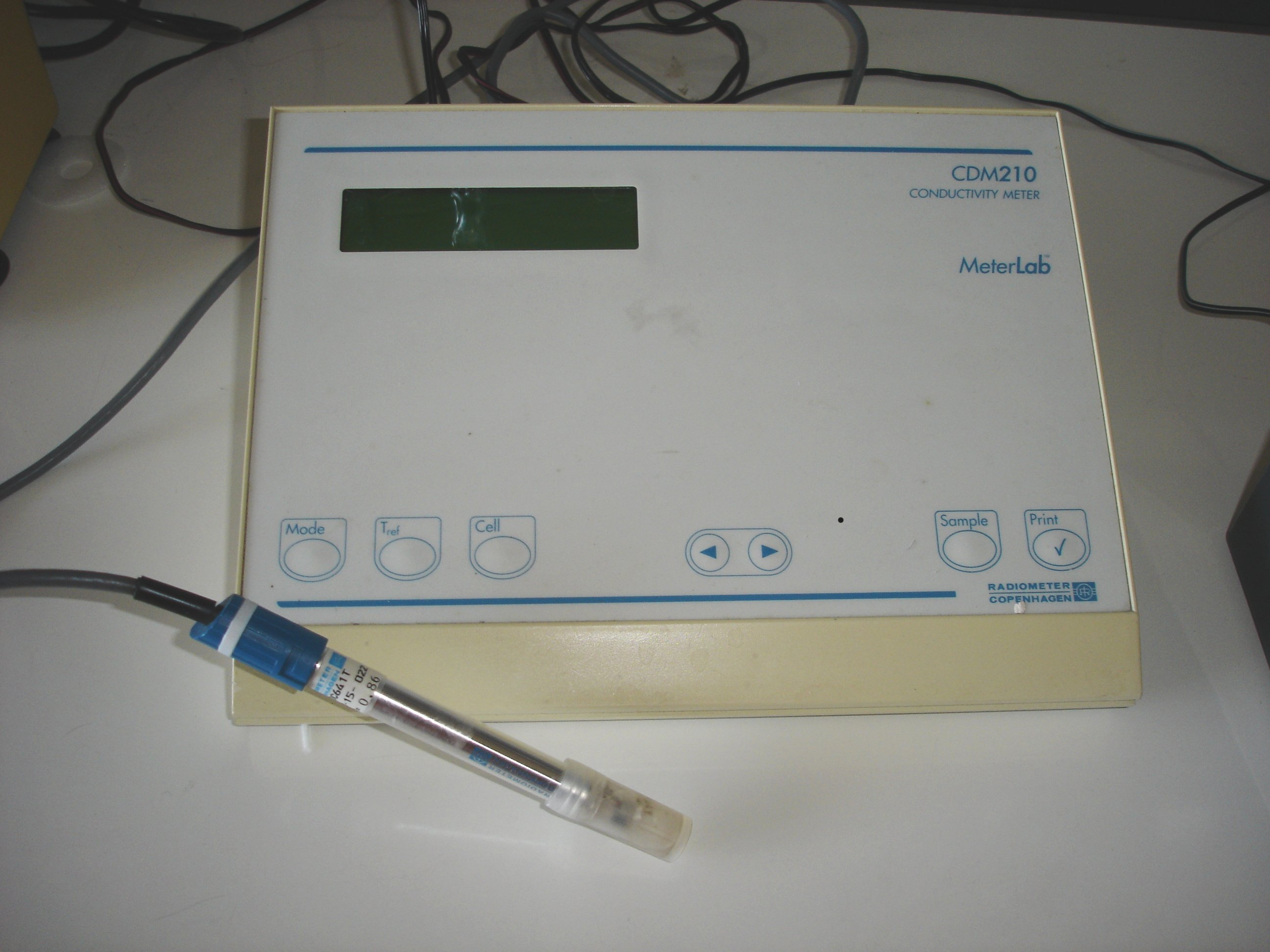
Conductímetre de laboratori

Un conductímetre és un aparell de mesura de la conductivitat elèctrica de les dissolucions d'electròlits. Els conductímetres consten bàsicament de tres elements:
1. Font d'alimentació: proporciona un corrent altern a la mostra.
2. Elèctrodes de platí: formen una cel·la de mesura, generalment són cilíndrics i estan disposats concèntricament.
3. Potenciòmetre: permet mesurar la resistència elèctrica entre la parella d'elèctrodes.